# Mistrzostwa Świata Juniorów w Snowboardzie 2001
Mistrzostwa Świata juniorów w Snowboardzie 2001 – piąte mistrzostwa świata juniorów w snowboardzie. Odbyły się w dniach 8–10 marca 2001 roku w austriackim ośrodku narciarskim Nassfeld.

## Wyniki

### Mężczyźni
| Konkurencja       | Data     | Złoto        | Srebro            | Brąz            |
| Gigant równoległy | 8 marca  | Lukas Grüner | Ryan Wedding      | Terumi Fujimoto |
| Slalom równoległy | 9 marca  | Lukas Grüner | Gabriel Palfrader | Matthias Ebner  |
| Halfpipe          | 10 marca | Heikki Sorsa | John Lönnqvist    | Markus Keller   |

### Kobiety
| Konkurencja       | Data     | Złoto         | Srebro        | Brąz               |
| Gigant równoległy | 8 marca  | Romy Pletzer  | Heidi Krings  | Florine Valdenaire |
| Slalom równoległy | 9 marca  | Daniela Meuli | Heidi Krings  | Romy Pletzer       |
| Halfpipe          | 10 marca | Kjersti Buaas | Chloé Laurent | Eri Kokubo         |

## Tabela medalowa
| Lp. | Państwo    | złoto | srebro | brąz | Suma |
| --- | ---------- | ----- | ------ | ---- | ---- |
| 1   | Austria    | 3     | 2      | 2    | 7    |
| 2   | Szwajcaria | 1     | 0      | 1    | 2    |
| 3   | Finlandia  | 1     | 0      | 0    | 1    |
| 3   | Norwegia   | 1     | 0      | 0    | 1    |
| 5   | Francja    | 0     | 1      | 1    | 2    |
| 6   | Kanada     | 0     | 1      | 0    | 1    |
| 6   | Szwecja    | 0     | 1      | 0    | 1    |
| 6   | Włochy     | 0     | 1      | 0    | 1    |
| 9   | Japonia    | 0     | 0      | 2    | 2    |